# Acacia enervia
Acacia enervia là một loài thực vật có hoa trong họ Đậu. Loài này được Maiden & Blakeley mô tả khoa học đầu tiên.